# 帕勒瓦尼与祖卡内仪式

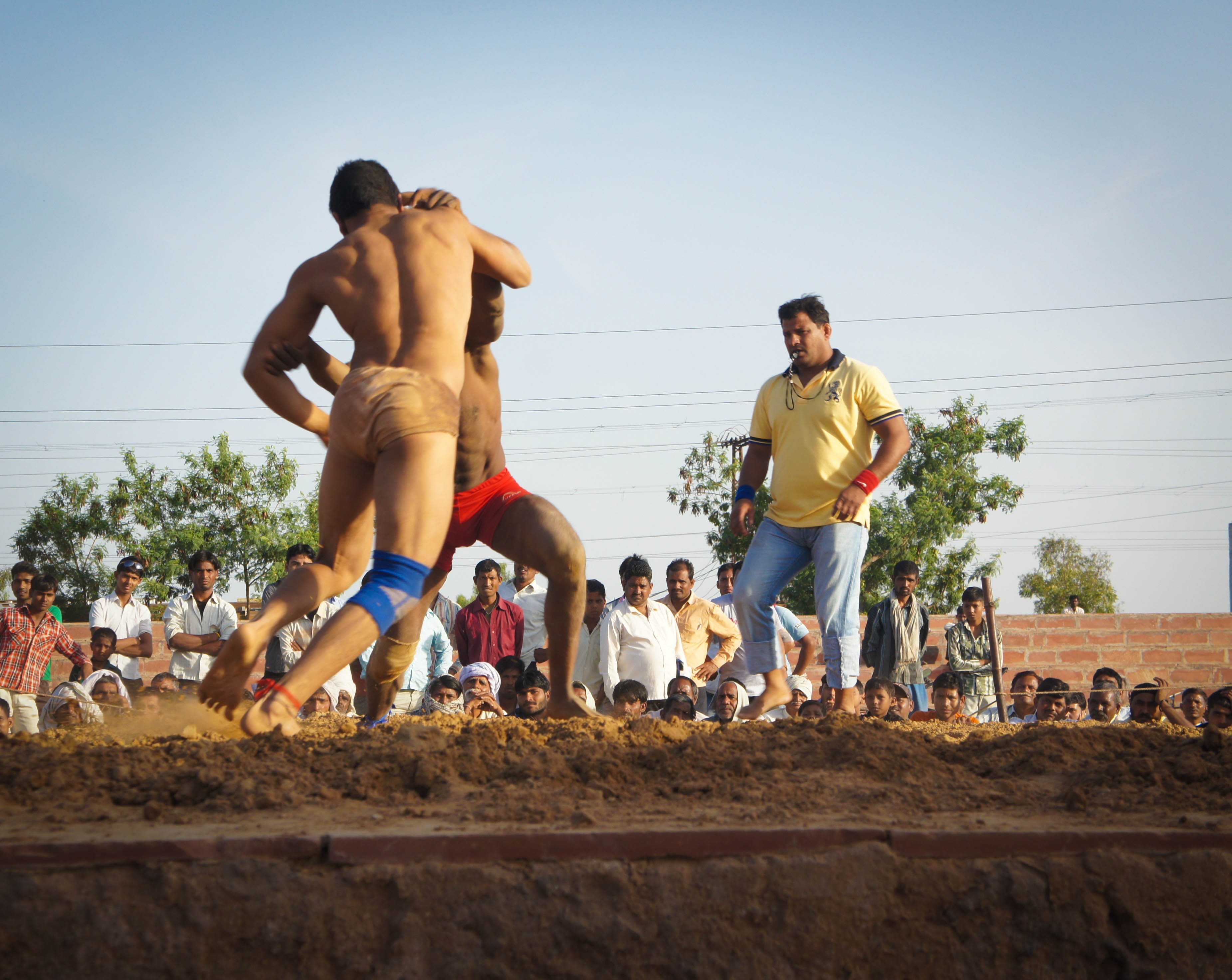
體育仪式

帕勒瓦尼与祖卡内仪式是伊朗一種傳統的體操和摔跤的體育運動，结合了伊斯兰教、诺斯替主义和古代波斯信仰元素。“帕勒瓦尼”意为“英雄”，表演者为在叫作“祖卡内”的角力场挥舞着象征着古老兵器的器具并做出各种体操及柔韧性动作的十至二十名男性。引导帕勒瓦尼仪式的大师朗诵的史诗和诺斯替诗歌构成了祖卡内文学的一部分。